# Fülig ér a száj
A Fülig ér a száj Cozombolis magyar énekes második stúdióalbuma.

## Az album dalai
1. Fülig ér a száj
2. Minden nap
3. Érezd az ütemet
4. Nekem minden sikerül
5. Végre itt a nyár
6. Pozitív szó
7. Szenvedély
8. Hallani akarom
9. Nem lehetek mindig
10. Mindenki énekel
11. Hagyd, hogy a zene vigyen
12. Mintha a testvéred volna (reggae version)